# Aseraggodes whitakeri
Aseraggodes whitakeri és un peix teleosti de la família dels soleids i de l'ordre dels pleuronectiformes que es troba a les costes de les Illes de la Societat i de les Illes Marshall.